# Erik Bergström (ishockeymålvakt)
Erik Bergström, född 18 juni 1974, är en svensk före detta ishockeymålvakt som spelade tre säsonger i Elitserien med Västerås IK 1994-1997. Därefter spelade han för Troja-Ljungby.